# Fernando Moreno
Fernando Moreno (...) è un attore venezuelano.

## Filmografia
- Hermano (2010)
- Días de poder (2011)
- La vida precoz y breve de Sabina Rivas (2012)
- Brecha en el silencio (2012)

## Premi e candidature
| Anno | Manifestazione                      | Premio       | Categoria      | Lavoro  | Risultato |
| ---- | ----------------------------------- | ------------ | -------------- | ------- | --------- |
| 2010 | Huelva Latin American Film Festival | Golden Colon | Miglior film   | Hermano | Vinto     |
| 2013 | Premio ACE                          | Premio ACE   | Miglior attore | Hermano | Vinto     |